# National Power
Pour les articles homonymes, voir Power.
National Power était l'une des trois sociétés britanniques de production d'énergie électrique issue de l'éclatement et de la privatisation de l'ancienne entreprise publique, le Central Electricity Generating Board (CEGB).

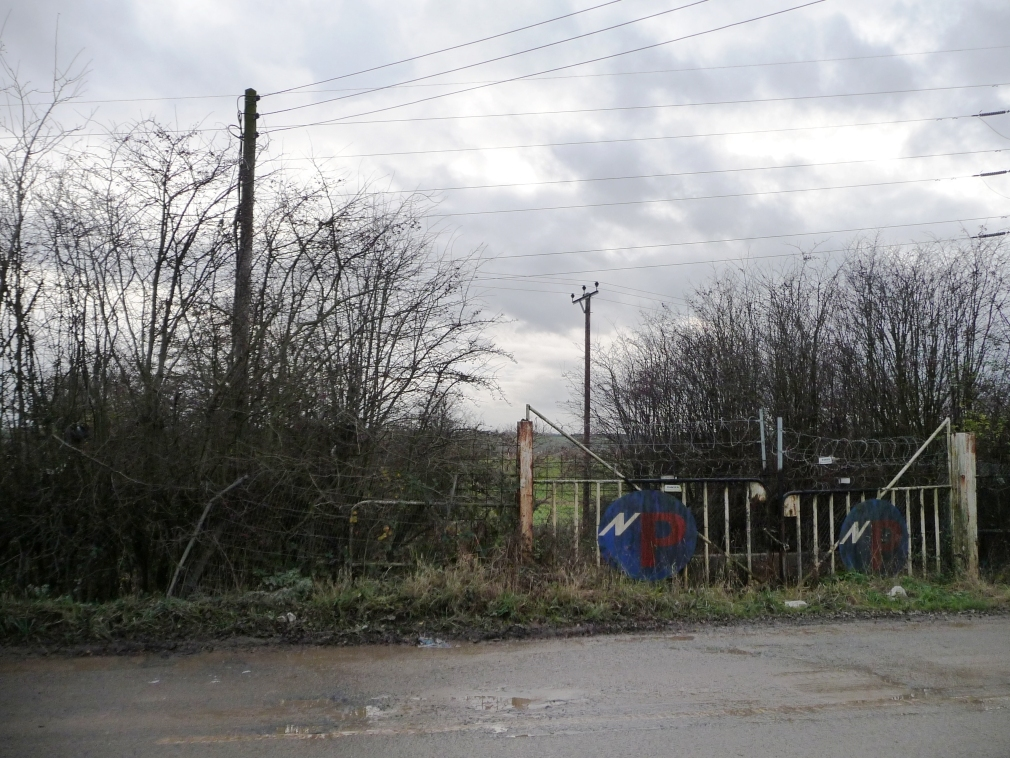
Entrée d'une ancienne emprise de National Power près de Leeds

En 2001, National Power a été scindée en deux : Innogy (qui gère l'activité au Royaume-Uni) et International Power.